# Michael Pressman
Pour les articles homonymes, voir Pressman.
Michael Pressman, né le 1er juillet 1950 à New York (État de New York, États-Unis), est un réalisateur et producteur américain.

## Biographie
Il a étudié au California Institute of the Arts.

## Filmographie

### Réalisateur
- 1976 : Dynamite Girls (The Great Texas Dynamite Chase)
- 1977 : La chouette équipe se révolte (The Bad News Bears in Breaking Training)
- 1979 : Boulevard Nights (en)
- 1980 : Those Lips, Those Eyes (en)
- 1982 : Some Kind of Hero (en)
- 1983 : Doctor Detroit
- 1991 : Les Tortues Ninja 2 : Les héros sont de retour (Teenage Mutant Ninja Turtles II: The Secret of the Ooze)
- 1996 : Par amour pour Gillian (To Gillian on Her 37th Birthday)
- 2003 :  Frankie and Johnny Are Married (en)